# Magna Steyr
Magna Steyr Fahrzeugtechnik AG & Co KG er en østrigsk bilfabrikant med hovedsæde i Graz, som indgår i Magna International.
Magna Steyr var tidligere kendt for deres produktion af Mercedes-Benz G-klassen (Geländewagen), men fremstiller i dag flere andre bilfabrikanters modeller på licens. Firmaet fremstiller udelukkende biler for andre bilfabrikanter og har altså ikke noget eget mærke, selv om Geländewagen var et samarbejde med Mercedes-Benz i 1979.
Historisk set har koncernen rødder i Steyr-Daimler-Puch-koncernen.

## Bilmodeller fremstillede hos Magna Steyr
- BMW X3
- Chrysler 300C Touring
- Chrysler PT Cruiser
- Chrysler Voyager
- Jeep Grand Cherokee
- Mercedes-Benz G-klasse (Geländewagen)
- Peugeot RCZ
- Saab 9-3 cabriolet